# Aplidium ornatum
Aplidium ornatum är en sjöpungsart som beskrevs av Kott 1992. Aplidium ornatum ingår i släktet Aplidium och familjen klumpsjöpungar. Inga underarter finns listade i Catalogue of Life.